# Pancerz Brewstera

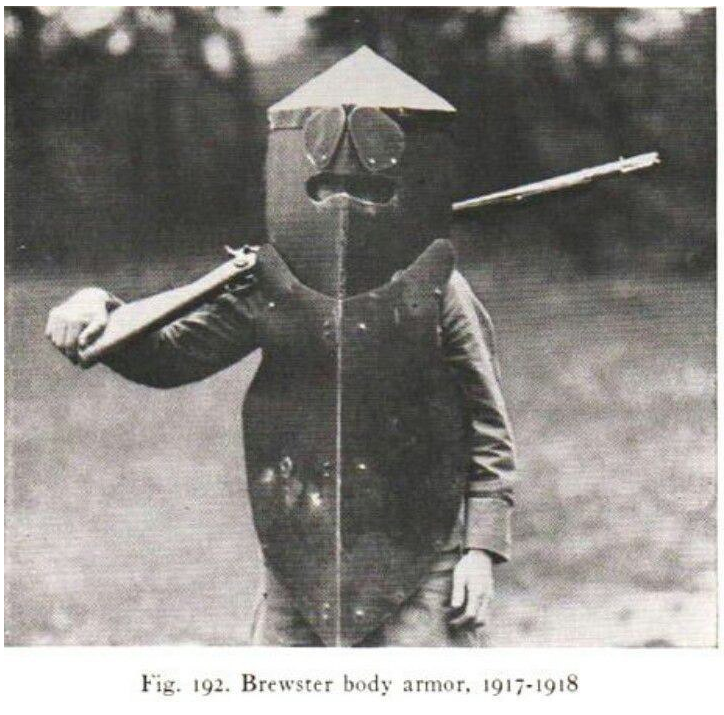
Pancerz Brewstera

Pancerz Brewstera (ang. Brewster Body Shield) – amerykańskie dwuczęściowe uzbrojenie ochronne. 

## Opis
W czasie I wojny światowej, dowództwo US Army poszukiwało rozwiązań, które lepiej chroniłyby żołnierzy podczas bitew. Inżynier Guy Otis Brewster z Dover w stanie New Jersey opracował rodzaj pancerza wraz z hełmem wykonane ze stali chromoniklowej – całość ważyła 18 kilogramów. Spiczasty hełm został tak zaprojektowany, że opierał się na ramionach noszącego osłaniając jego głowę, szyję oraz kark; dzięki skórzanym pasom mógł być przypięty do pancerza osłaniającego tułów, klatkę piersiową oraz brzuch. Pancerz, którego krawędzie zostały zaokrąglone w celu uniknięcia zranienia użytkownika, składał się z jednej płyty, której obie połowy były odgięte w stronę ciała. Wewnątrz płyty znajdowały się małe płytki nakładające się na siebie. 
Pancerz okazał się wytrzymały – używany przez Amerykanów karabin maszynowy Lewis strzelający nabojami .30-06 Springfield o prędkości wylotowej 820–900 m/s nie przebijał pancerza. Pomimo tych zalet, pancerz Brewstera nie wszedł do masowego użycia, bowiem był ciężki i niewygodny w noszeniu.